# Soylent

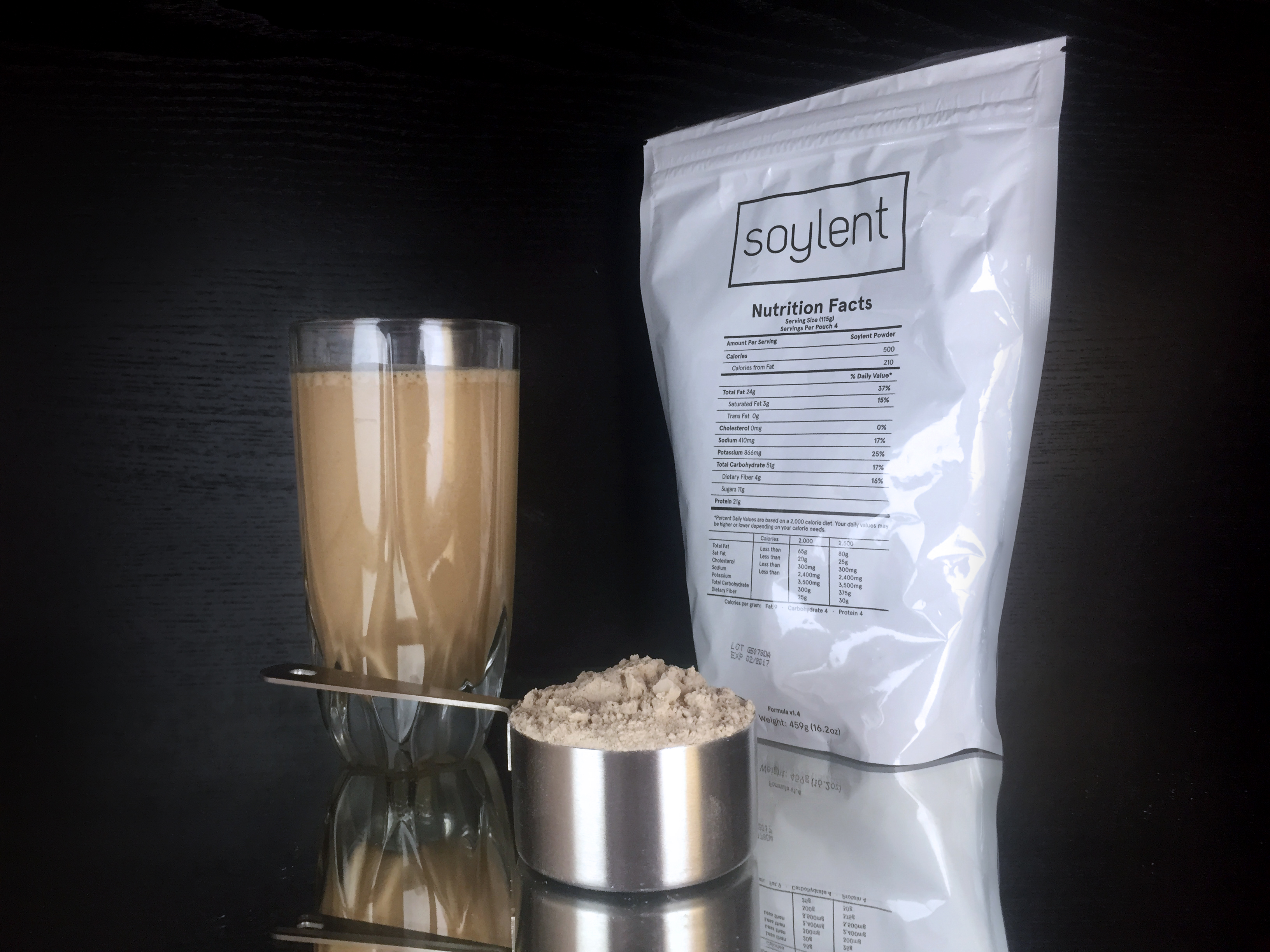
Soylent 1.4

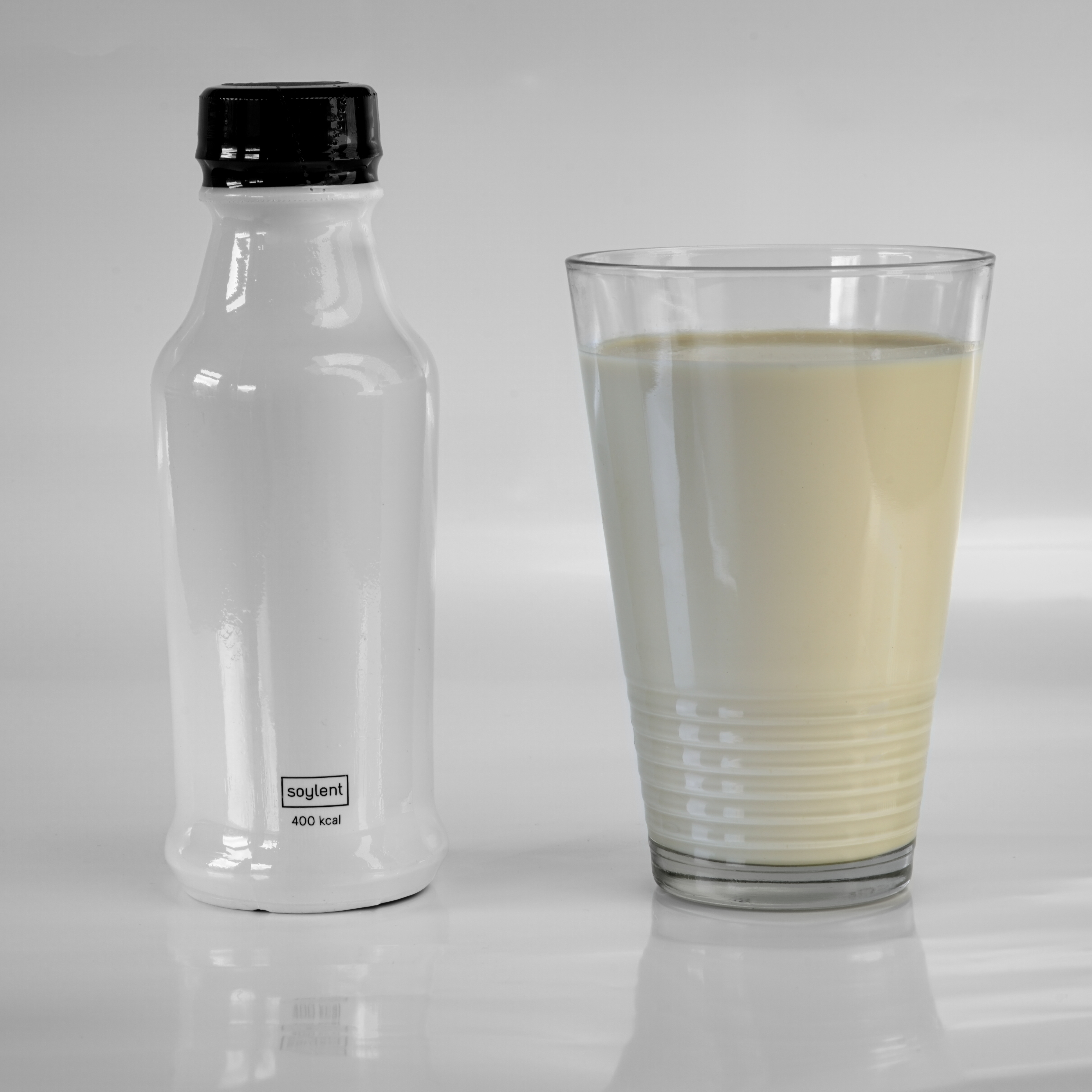
Soylent 2.0

Soylent ist der Markenname eines Nahrungsmittels, das laut Herstellerangaben den Nährstoffbedarf eines durchschnittlichen Erwachsenen vollständig decke. Angeboten wird es als Pulver, in fester Form als Riegel und als Getränk, ähnlich der Sonden- oder Trinknahrung.

## Geschichte
Soylent geht auf den Softwareentwickler Rob Rhinehart zurück, der das Produkt als Selbstexperiment entwickelte. Im Februar 2013 veröffentlichte er Details zu einem einmonatigen Selbstversuch How I Stopped Eating Food („Wie ich aufhörte, Speisen zu essen“). Zudem veröffentlichte er die Zutatenliste und Nährwerttabellen. 
 Das Rezept stellte er unter einer Open-Source-Lizenz bereit, sodass Feedback aus der Community in das Rezept einfließen konnte.
Rhinehart gründete das Unternehmen Rosa Labs, das über die Crowdfunding-Plattform Tilt ein Kapital von 3 Millionen US-Dollar lukrierte, um Soylent kommerziell herzustellen. Damit handelt es sich um das erfolgreichste Crowdfunding-Projekt für ein Nahrungsmittel. Nach der Kampagne wurden weitere 1,5 Millionen US-Dollar von Risikokapitalgebern lukriert, um das Produkt weiterzuentwickeln.
Im April 2014 begann Rosa Labs mit einer Ausrüstung im Wert von 500 US-Dollar mit der Auslieferung von Soylent im Wert von 2,6 Millionen US-Dollar.

## Name
Der Name geht auf ein fiktives Nahrungsmittel aus dem 1966 erschienenen Roman New York 1999 von Harry Harrison zurück, der 1973 mit dem wesentlich bekannteren Kinoklassiker Soylent Green verfilmt wurde. Es handelt sich hierbei um die Kombination von „Soy“ (engl. „Soja“) mit „Lentil“ (engl. „Linse“), einer Reihe von industriellen Massenprodukten für die Ernährung der stark überbevölkerten Erde, welche angeblich aus diversen pflanzlichen Quellen gewonnen werden sollten, in Wahrheit aber aus Menschenfleisch hergestellt wurden.

## Kritik
Die gesundheitlichen Langzeitfolgen von Soylent sind noch nicht ausreichend erforscht. Vor allem die Vitaminzusätze könnten einen negativen gesundheitlichen Einfluss aufweisen. Einige Hersteller bieten daher Vollwerternährungs-Alternativen an, welche allerdings ebenfalls nicht erforscht sind. Kritiker räumen ein, dass eine kurzzeitige Einnahme von Soylent oder ähnlichen Nahrungsmitteln vorteilhafter sein könnte als der herkömmliche Ernährungsstil vieler US-Amerikaner. Viele Quellen behaupten das Gegenteil.
Der gesellschaftliche Aspekt gemeinsamer Mahlzeiten entfällt bei Soylent aufgrund der kurzen Zubereitungs- und Konsumdauer. Auch die geschmackliche Vielfalt geht beim ausschließlichen Konsum von Soylent verloren. Die meisten Konsumenten nutzen es daher als Convenience Food und nicht als alleiniges Nahrungsmittel.